# Мойдор
Мойдор, моедор, моеда (порт. moidor от moeda de ouro) — португальская золотая монета, которая чеканилась с 1640 до 1730 года. Соответствовала примерно 27 шиллингам.

## Этимология
Слово «мойдор» происходит от португальского moeda de ouro («золотая монета»).

## Применение
Мойдор использовался в Западной Европе и Вест-Индии (особенно на Барбадосе) в течение длительного времени. Мойдор был главной монетой, которая поступала в Ирландию в начале XVIII столетия и была распространена к западу от Англии.

## Упоминания в литературе
- Поэма «Груз» Джона Мейсфилда.
- Книга «Путешествиях Гулливера» Джонатана Свифта.
- Девятая глава «Кандида» Вольтера.
- Книга «Знак четырёх» Артура Конан-Дойля.
- Роман «Робинзон Крузо» Даниэля Дефо.
- Роман «Остров сокровищ» Роберта Льюиса Стивенсона.